# Kanton Sainte-Suzanne (Réunion)
Der Kanton Sainte-Suzanne war von 1949 bis 2015 ein französischer Wahlkreis im Arrondissement Saint-Denis des Übersee-Départements Réunion.
Er umfasste die Gemeinde Sainte-Suzanne. Im Zuge der Neuordnung der französischen Kantone im Jahr 2015 wurde er aufgelöst und die Gemeinde Sainte-Suzanne dem Kanton Saint-André-1 zugeordnet.

## Gemeinden
- Sainte-Suzanne